# Premio al Largo Servicio en las SS
El Premio al Largo Servicio en las SS (en alemán: SS-Dienstauszeichnungen) se dio en grados de cuatro, ocho, doce y veinticinco años. Los premios de servicio de cuatro y ocho años fueron en forma de medallas circulares, mientras que los premios de servicio de 12 y 25 años fueron en forma de esvásticas. Los premios al servicio en las SS fueron diseñados en Múnich por el profesor Karl Diebitsch. Los premios variaron en diseño dependiendo de la duración del servicio del destinatario. Según el historiador Chris Ailsby, los premios dejaron de entregarse a fines de 1941.
Las ramas de la Wehrmacht (la Luftwaffe, el Heer y la Kriegsmarine) tenían diferentes insignias. El Partido Nazi y la Policía alemana tenían un premio de servicio similar. El Premio al Largo Servicio del Partido Nazi se otorgó en diez, quince y veinticinco años. El Premio al Largo Servicio en la Policía se otorgó en grados de ocho, dieciocho, veinticinco y cuarenta años (aprobado pero nunca otorgado).

## Historia
Fue introducido por primera vez por Adolf Hitler el 30 de enero de 1938, en su reverso, en cada premio había una inscripción en alemán: FÜR TREUE DIENSTE IN DER SS ("Por leal servicio en las SS"). La medalla fue otorgada a los miembros de las SS en las SS-Verfügungstruppe, SS-Totenkopfverbände y las SS-Junkerschule que sirvieron honorablemente y estaban en servicio activo.
Los premios de cuatro y ocho años fueron los más comunes. A pesar de que todo el movimiento nazi duró poco más de 25 años (1919-1945) y las SS se fundaron en 1925, los premios de la versión de 25 años se hicieron mucho antes de que se completaran los 25 años de servicio real. Esto se debió a que el período entre 1925 y 1933 (lo que los nazis denominaron Kampfzeit ("Tiempo de Lucha") contó el doble, y también se incluyó cualquier servicio en las Fuerzas Armadas en la Primera Guerra Mundial y después, así como en la Policía. Sin embargo, fue uno de los premios más raros otorgados por la Alemania nazi.

## Diseño
Las medallas de servicio de las SS fueron fabricadas por dos firmas, Deschler de Múnich y Petz & Lorenz de Unterreichenbach. Las medallas fueron acuñadas y tenían una composición metálica de diferentes aleaciones, como bronce, estaño, cobre y zinc. Todos los niveles de los premios de servicio largo se llevaron a cabo en cintas azules (Ver imágenes). Los premios de la clase de servicio de 12 años y 25 años normalmente tenían las runas SS bordada en las cintas (Ver imágenes). Estos premios se presentaron en una caja negra, que llevaba unas runas SS de lavado blanco o plateado publicadas en la parte superior central de la tapa de la caja. Ambas medallas, las medallas de doce y veinticinco años, tienen el lazo de suspensión de lágrima.

## Premio a los 4 años
El premio de servicio de cuatro años tuvo un acabado en negro y se otorgó sólo a suboficiales y hombres alistados. La medalla de servicio de cuatro años fue fabricada por la firma Petz & Lorenz.

## Premio a los 8 años
El premio de servicio de ocho años se terminó en bronce y se otorgó a todos los oficiales, suboficiales y hombres alistados. La medalla de servicio de ocho años fue fabricada por la firma Deschler.

## Premio a los 12 años
El premio de servicio de doce años tenía la forma de la esvástica, tenía un acabado plateado y se otorgó a todos los oficiales, suboficiales y hombres alistados.

## Premio a los 25 años
El premio de servicio de veinticinco años tenía la forma de la esvástica, tenía un acabado dorado y se otorgó a todos los oficiales, suboficiales y hombres alistados.

## Insignia

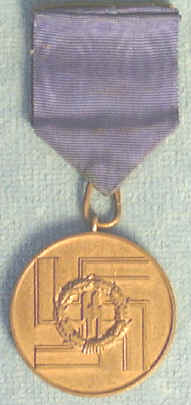
El Premio al Largo Servicio en las SS por ocho años de servicio. (Anverso)
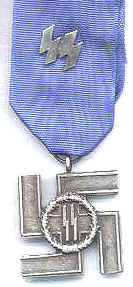
El Premio al Largo Servicio en las SS por 12 años de servicio